# Monsampolo del Tronto
Monsampolo del Tronto är en ort och kommun i provinsen Ascoli Piceno i regionen Marche i Italien. Kommunen hade 4 591 invånare (2018).